# مناظرات قطر
مركز مناظرات قطر qatar debate  هو منظمة وطنية قطرية تأسست في عام 2008 بهدف نشر ثقافة المناظرة في قطر منطقة الخليج العربي والوطن العربي بشكل عام، ووتهدف لتطوير ودعم والارتقاء بمعايير المناقشات المفتوحة والمناظرات بين الطلاب في قطر ومنطقة الشرق الأوسط من خلال تحقيق رؤية منسجمة مع شعار (مناظرو اليوم، قادة المستقبل). ويقوم مركز مناظرات قطر باختيار وتدريب أعضاء فريق قطر الوطني الذي يشارك في الفعاليات والمنافسات الدولية في مجال المناظرات.

## الرؤية
تطوير ودعم ورفع مستوى النقاش المفتوح والمناظرات بين طلاب دولة قطر وجميع دول منطقة الشرق الأوسط، وبالتالي تنشئة مواطنين عالميين وكذلك بناء قادة الغد. 

## انجازات
- 2010: استضافة بطولة العالم الثانية والعشرين لمناظرات المدارس
- 2011: البطولة الدولية الأولى لمناظرات الجامعات باللغة العربية
- 2012: البطولة الدولية الأولى لمناظرات المدارس باللغة العربية
- 2013: تنظيم المؤتمر الدولي الرابع «الخطابة والمناظرة والحوار: نحو تأصيل منهجية التمكين في مؤسساتنا التعليمية» بالتعاون مع معهد سلوفينيا لثقافة الحوار
- 2014: البطولة الدولية الثانية لمناظرات الجامعات باللغة العربية
- تنظم مناظرات قطر البطولة الدولية لمناظرات الجامعات الرابعة

## الرسالة
تعزيز ثقافة الحوار وفن التناظر، وبالتالي إعداد قادة المستقبل.

## كتب
صدر عن المركز عدة كتب تتحدث عن المناظرات منها: 
- كتاب المرشد في فن المناظرة الذي يٌعدٌّ أول كتاب مترجم باللغة العربية عن فن المناظرة. من تأليف سايمون كوين - جامعة اكسفورد وترجمة عبد الجبار الشرفي من سلطنة عمان
- قاموس مصطلحات المناظرة" باللغتين العربية والإنجليزية
- المدخل إلى فن المناظرة

## روابط خارجية
- الموقع الرسمي